# Caecobarbus geertsi
Caecobarbus geertsi é a única espécie de peixe pertencente à família Cyprinidae, ordem Cypriniformes do gênero Caecobarbus.